# Groupe prépositionnel
En grammaire, un groupe ou syntagme prépositionnel est une unité syntaxique formée d’un groupe de mots commençant par une préposition.
Le groupe qui suit la préposition, appelé régime est souvent un groupe nominal, mais peut aussi être un déterminant numéral, un pronom, un gérondif, un adverbe, un autre groupe prépositionnel ou une proposition entière.
Le syntagme prépositionnel peut exercer la fonction de complément du nom, complément circonstanciel, complément d'agent, attribut du sujet, complément de l’adjectif, complément d’adverbe ou complément d'objet indirect.